# Glanzende langsprietmier
De glanzende langsprietmier (Nylanderia vividula) is een mierensoort uit de onderfamilie van de schubmieren (Formicinae). De wetenschappelijke naam van de soort werd in 1846 als Formica vividula gepubliceerd door William Nylander.